# Periscyphops cooki
Periscyphops cooki är en kräftdjursart som beskrevs av Richardson1907. Periscyphops cooki ingår i släktet Periscyphops och familjen Eubelidae. Inga underarter finns listade i Catalogue of Life.